# Celosterna stolzi
Celosterna stolzi là một loài bọ cánh cứng trong họ Cerambycidae.